# Tamborina imurana
Tamborina imurana är en insektsart som beskrevs av Otte, D. och R.D. Alexander 1983. Tamborina imurana ingår i släktet Tamborina och familjen syrsor. Inga underarter finns listade i Catalogue of Life.